# (34459) 2000 SC91
2000 SC91 (asteroide 34459) é um asteroide da cintura principal. Possui uma excentricidade de 0.12127100 e uma inclinação de 12.02176º.
Este asteroide foi descoberto no dia 22 de setembro de 2000 por LINEAR em Socorro.